# Naito Ehara
Naito Ehara (江原 騎士?, Ehara Naito; Prefettura di Yamanashi, 30 luglio 1993) è un nuotatore giapponese.

## Biografia
Ha vinto la medaglia di bronzo nella 4x200m stile libero ai Giochi Olimpici di Rio de Janeiro 2016.

## Palmarès
- Giochi olimpici

Rio de Janeiro 2016: bronzo nella 4x200m sl.
- Giochi asiatici:

Giacarta 2018: oro nella 4x200m sl e argento nei 400m sl.
- Campionati panpacifici

Tokyo 2018: bronzo nella 4x200m sl.
- Universiadi

Gwangju 2015: bronzo nella 4x200m sl.